# Ишково (Вологодская область)
Ишково — деревня в Междуреченском районе Вологодской области.
Входит в состав Сухонского сельского поселения, с точки зрения административно-территориального деления — в Сухонский сельсовет.
Расстояние до районного центра Шуйского по автодороге — 5 км. Ближайшие населённые пункты — Лопотово, Паньково, Космово.
По переписи 2002 года население — 8 человек.